# Saint-Just (Eure)
Saint-Just is een plaats en voormalige gemeente in het Franse departement Eure in de regio Normandië en telt 1292 inwoners (1999). De plaats maakt deel uit van het arrondissement Évreux.

## Geschiedenis
Saint-Just is op 1 januari 2017 gefuseerd met de gemeenten La Chapelle-Réanville en Saint-Pierre-d'Autils tot de commune nouvelle La Chapelle-Longueville, waarvan Saint-Just de hoofdplaats werd. 

## Geografie
De oppervlakte van Saint-Just bedraagt 4,4 km², de bevolkingsdichtheid is 293,6 inwoners per km².
De onderstaande kaart toont de ligging van Saint-Just (Eure) met de belangrijkste infrastructuur en aangrenzende gemeenten.

## Demografie
Onderstaande figuur toont het verloop van het inwonertal (bron: INSEE-tellingen).